# قلعه مزایجان
قلعه مزایجان از آثار تاریخی شهرستان زرین دشت به‌شمار می‌رود.
قلعه مزایجان بر فراز کوهی مشرف به روستای مزایجان (زرین دشت) و در جنوب شرقی شهر حاجی آباد مرکز شهرستان زرین دشت ، بر فراز کوهی کم ارتفاع آثار بنایی دیده می‌شود که جز حصار و آثار سنگ چینی دیواری چیزی از آن باقی نمانده است. در متون تاریخی از این قلعه به عنوان دژ تسخیر ناپذیر نام برده شده است.

به این قلعه دژ خدا آفرین و گزین و دژ تسخیر ناپذیر لقب داده‌اند.